# Lipowiec (gromada w powiecie szczycieńskim)
Lipowiec – dawna gromada, czyli najmniejsza jednostka podziału terytorialnego Polskiej Rzeczypospolitej Ludowej w latach 1954–1972.
Gromady, z gromadzkimi radami narodowymi (GRN) jako organami władzy najniższego stopnia na wsi, funkcjonowały od reformy reorganizującej administrację wiejską przeprowadzonej jesienią 1954 do momentu ich zniesienia z dniem 1 stycznia 1973, tym samym wypierając organizację gminną w latach 1954–1972.
Gromadę Lipowiec z siedzibą GRN w Lipowcu utworzono – jako jedną z 8759 gromad na obszarze Polski – w powiecie szczycieńskim w woj. olsztyńskim na mocy uchwały nr 27 WRN w Olsztynie z dnia 4 października 1954. W skład jednostki weszły obszary dotychczasowych gromad Lipowiec, Zieleniec, Łuka i Kiełbasy ze zniesionej gminy Lipowiec w tymże powiecie. Dla gromady ustalono 13 członków gromadzkiej rady narodowej.
1 stycznia 1958 do gromady Lipowiec włączono wieś Gawrzyjałki oraz osady Puzary i Wyżega ze zniesionej gromady Jeruty, a także wsie Lesiny Małe, Lesiny Wielkie, Księży Lasek i Suchorowiec ze zniesionej gromady Lesiny Wielkie – w tymże powiecie.
1 stycznia 1960 do gromady Lipowiec włączono wieś Piecuchy ze zniesionej gromady Zabiele, wsie Konrady, Stary Suchoros, Kaczory i Nowy Suchoros oraz osadę Orzeszki ze zniesionej gromady Klon, a także wsie Niedźwiedzie, Prusowy Borek, Wawrochy i Wały, osadę Rudne oraz leśniczówkę Pieczysko ze zniesionej gromady Wawrochy – w tymże powiecie.
Gromada przetrwała do końca 1972 roku, czyli do kolejnej reformy gminnej.